# مطار دودوما
مطار دودوما هو مطار يخدم مدينة دودوما عاصمة تنزانيا.